# Bruce Davidson (Fotograf)

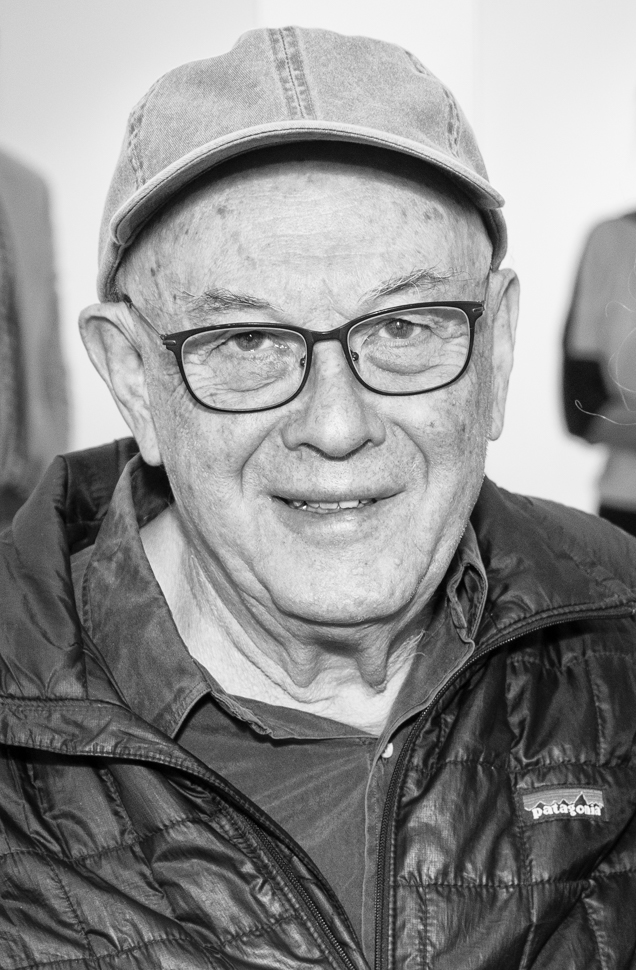
Bruce Davidson (2015)

Bruce Davidson (* 5. September 1933 in Oak Park, Illinois, USA) ist ein US-amerikanischer Fotograf.

## Leben
Davidson begann bereits mit 10 Jahren zu fotografieren. 1949 gewann er den „Kodak National High School Wettbewerb“. Daraufhin machte er eine Lehre und studierte auch Fotografie. Nach Absolvierung des Militärdienstes arbeitete er kurze Zeit als selbstständiger Fotograf für LIFE, 1958 wurde er bei Magnum aufgenommen, ein Jahr später als vollwertiges Mitglied.

## Rezeption
1963 wurde Davidson im „Museum of Modern Art“ in New York eine Einzelausstellung gewidmet, die unter anderem Aufnahmen seiner Serien „Civil Rights Movement“ und „The Dwarf“ („Der Zwerg“) beinhalten. Sie zeigen beispielsweise Malcolm X, Protestmärsche unter Martin Luther King oder die Lebensweise eines Zirkusclowns hinter den Kulissen.
1966 erhielt er ein Stipendium von der „National Endowment for the Arts“, woraufhin er zwei Jahre in Spanish Harlem in New York verbrachte. Dort fotografierte er das Leben in und um einen Wohnblock, die entstandenen Aufnahmen erschienen 1970 unter dem Titel „East 100th Street“. Dieses Projekt bezeichnete Fred Ritchin als „ein Hauptwerk in der Geschichte der Dokumentarphotographie“. Dabei lernte Davidson die Bewohner kennen und fügte sich ihren Forderungen. Er wollte keine Schnappschüsse machen und die Menschen damit womöglich verschrecken, sondern wartete darauf, dass sie auf ihn zukamen und selbst an der Aufnahme mitwirkten.
„Man nannte mich den ,Bildermann´. (…) Ich ließ den Dingen ihren Lauf, ich stand zur Verfügung. Sie sagten: ,Mach ein Bild von mir.´ Ich machte das Bild. (…) Ich kam, wann ich kam. Sie erhielten ihre Bilder, und ich erhielt die meinen. Ich sah meine Aufnahmen in allen Häusern der Straße hängen.“ – Bruce Davidson
Bei seiner ersten Serie in Farbe widmete er sich der New Yorker U-Bahn. Die unter dem Titel „Subway“ (1986) veröffentlichten Aufnahmen zeigen die Unterschiedlichkeit der Fahrgäste. Familien, Geschäftsmänner, Obdachlose oder Touristen wurden zum Mittelpunkt seiner Bilder. Davidson wollte damit die einzelnen Persönlichkeiten darstellen, die Tag für Tag ein Verkehrsmittel benutzen, das für viele der Inbegriff von Anonymität und Alltag ist.
Sein 1999 bei Aperture erschienener Bildband „Portraits“ zeigt Aufnahmen bekannter Persönlichkeiten wie Arthur Miller, Marilyn Monroe, Leonard Bernstein und Roman Polański.
2006 erschien der Bildband „Before the Moment – England and Scotland, 1960“ (deutsch: „England/Scotland 1960“, Steidl (Verlag), Göttingen). Er enthält eine Auswahl aus 6000 Leica-Aufnahmen, die während einer mehrmonatigen Reise durch England und Schottland im Auftrag der Zeitschrift „The Queen“ entstanden sind. Die Zusammenarbeit von Davidson und Steidl wurde mit der Veröffentlichung weiterer Bücher fortgesetzt.
Von Mai bis August 2016 war eine Retrospektive-Ausstellung des Fotografen in der Fundación Mapfre Barcelona zu sehen, die sich ausschließlich seinen Schwarzweiß-Aufnahmen widmete und zu der ein 320-seitiger Katalog beim Verlag Aperture erschien.

## Bibliografie

### Fotobände
- East 100th Street. Harvard University Press, Cambridge 1970.
- Photographs. Agrinde Publications,  New York 1978 – ISBN 0-671-40067-3
- Subway. Aperture, New York 1986 (Neuveröffentlichung bei Steidl, Göttingen 2011 – ISBN 978-3-86930-294-2)
- Bruce Davidson – Photofile. Thames and Hudson,  London 1990 – ISBN 978-0-500-41072-1
- Central Park. Aperture, New York 1995 – ISBN 978-0-89381-625-4
- Brooklyn Gang. Twin Palms Publishers, Santa Fe 1998 – ISBN 978-0-944092-50-7
- Portraits. Aperture, New York 1999 – ISBN 0-89381-851-8.
- Isaac Bashevis Singer and the Lower East Side. Terrace Books, Madison 2004 – ISBN 978-0-299-20624-6.
- I Grandi Fotografi di Magnum Photos: Bruce Davidson. Hachette, Mailand 2005
- England/Scotland 1960. Steidl, Göttingen 2006 – ISBN 3-86521-127-5.
- Circus – erheblich erweiterte Neuveröffentlichung des Bandes The Dwarf and the Clyde Beatty Circus – verlegt bei Steidl, Göttingen 2007 – ISBN 978-3-86521-366-2
- Outside – Inside – sehr voluminöse (3-bändig, 800 Seiten) starke Rückschau seiner besten Fotografien der Jahre 1954 bis 2009 – verlegt bei Steidl, Göttingen 2010 – ISBN 978-3-86521-908-4
- Black & White – 5-bändige Werksammlung (700 Seiten) seiner Schwarz-Weiß-Arbeiten. Enthält die Bände Circus (1958), Brooklyn Gang (1959), Time of Change (1961–1965), East 100th Street (1966–1968) und Central Park (1992–1995). Steidl, Göttingen 2012 – ISBN 978-3-86930-432-8
- In Color. Steidl, Göttingen 2014 – ISBN 978-3-86930-564-6
- Two American Photographers in Britain and Ireland (mit Paul Caponigro). Yale University Press, New Haven 2014 – ISBN 978-0-300-20149-9
- Subway. Steidl, Göttingen 2015, 2. Aufl. – ISBN 978-3-86930-294-2
- Los Angeles 1964. Steidl, Göttingen 2015 – ISBN 978-3-86930-789-3
- Nature of Los Angeles 2008-2013. Steidl, Göttingen 2015 – ISBN 978-3-86930-814-2
- Survey. Aperture, 2016 – ISBN 978-1-59711-377-9